# Station Raufoss
Station Raufoss is een station in de gemeente Vestre Toten in fylke Innlandet in Noorwegen. Het stationsgebouw dateert uit 1902 en is een ontwerp van Paul Armin Due.  Raufoss ligt aan Gjøvikbanen.